# Paspalum laxum
Paspalum laxum är en gräsart som beskrevs av Jean-Baptiste de Lamarck. Paspalum laxum ingår i släktet tvillinghirser, och familjen gräs. Inga underarter finns listade i Catalogue of Life.